# جوش كولسن
جوش كولسن (بالإنجليزية: Josh Coulson)‏ هو لاعب كرة قدم بريطاني، ولد في 28 يناير 1989 في كامبريدج في المملكة المتحدة. لعب مع كامبريدج يونايتد.

## وصلات خارجية
- جوش كولسن على موقع قاعدة بيانات كرة القدم.إي يو (الإنجليزية)
- جوش كولسن على موقع Soccerbase.com (لاعب) (الإنجليزية)
- جوش كولسن على موقع Soccerway.com (الإنجليزية)